# Athyrium satsumense
Athyrium satsumense är en majbräkenväxtart som beskrevs av Shunsuke Serizawa.
Athyrium satsumense ingår i släktet Athyrium och familjen Athyriaceae. Inga underarter finns listade i Catalogue of Life.